# Wylewa
Wylewa – wieś w Polsce, położona w województwie podkarpackim, w powiecie przeworskim, w gminie Sieniawa. Leży 3 km od Sieniawy.
W latach 1867–1975 miejscowość administracyjnie należała do powiatu jarosławskiego.
W latach 1975–1998 miejscowość administracyjnie należała do województwa przemyskiego.

## Części wsi
| SIMC    | Nazwa      | Rodzaj    |
| ------- | ---------- | --------- |
| 0611471 | Kaplińskie | część wsi |

## Historia
Nazwa wsi pochodzi od charakterystyki tego terenu, od częstego wylewania wód. W 1830 roku wieś była wzmiankowana jako Wyliwa i było w niej 310 grekokatolików. W 1853 roku w Wylewie było 69 rzymsko-katolików.
W 1898 wybrano zwierzchność gminną, której naczelnikiem został Michał Baran, a w 202 domach było 1038 mieszkańców. W 1921 roku w Wylewie było 189 domów, a w Piganach 60 domów. W 1938 było 678 rzymsko-katolików i 490 grekokatolików. W 1945 roku na Ukrainę wysiedlono 130 osób z 32 domów.

## Oświata
Szkoła 1-klasowa w Wylewie została utworzona 1 sierpnia 1894 roku reskryptem Rady Szkolnej Krajowej. W 1894 roku zbudowano drewniany budynek szkolny. W 1902 roku w szkole było 121 dzieci.
14 czerwca 1987 roku szkole nadano imię prof. dr Kazimierza Sucheckiego.

## Osoby związane z miejscowością
- Franciszek Woś – burmistrz miasta i gminy Sieniawa